# Södermanlands runinskrifter 268
Runinskrift Sö 268 är en runsten vid  Söderby gård i Österhaninge socken på Södertörn. Den kallas även Söderbystenen.

## Stenen
I linje med Norrbystenen har även Söderbystenen stått utmed en förmodad vägsträcka över de öppna fälten. Den låg ikullfallen och täckt med tung lerjord då den påträffades 1921 vid upplöjning av den så kallade "Nyplogen", ett åkerstycke på Söderby gärde. Med stor möda släpades den upp till säteriets huvudbyggnad där den lades med ristningen nedåt och glömdes bort på nytt. Först efter cirka femton år blev den åter upptäckt och restes vid nordöstra husknuten till ett spannmålsmagasin och där står den kvar än idag. Från infartens grindar är det vid andra byggnaden på höger sida.
Runstenen är ovanligt hög och smal med en ornamentik som föreställer två ormlika varelser, vars svansar är fjättrade i basen medan käkarna knyts samman i toppen. Slingorna bildar en dekorativ oval, men dess inre yta saknar det kristna korset. Texten låter oss veta att det är ett minnesmärke över Torgöt Hjälmvidsson, en son på gården och att ristaren är Amunde. Stilen på Söderbystenen skiljer sig dock betydligt från hans andra ristningar på Södertörn. Nästa runsten utmed samma sträcka var den nu försvunna Sö 271, som stod utmed landsvägen vid Dammträsk och på gränsen till Täckeråker i sydväst, likaså den var ristad av Amunde.

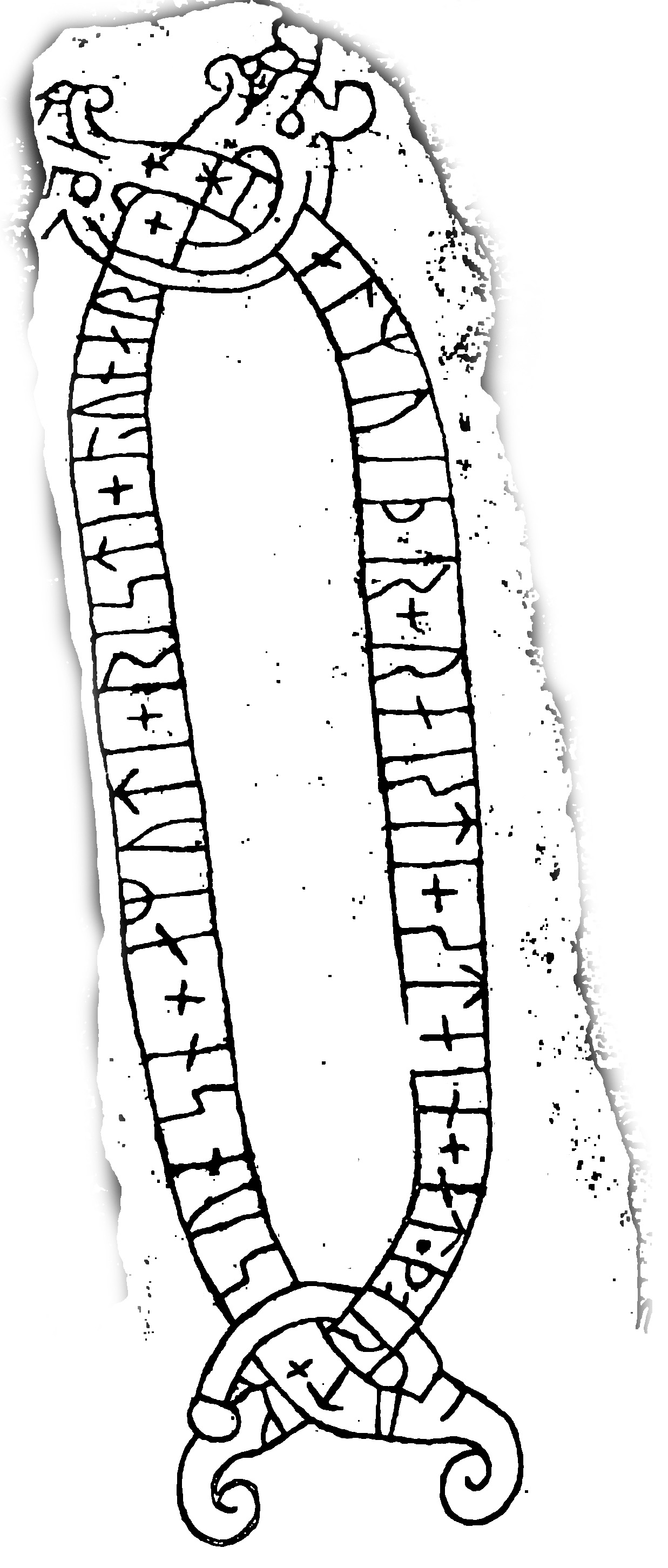

## Inskriften
Translitterering av runraden:
+ hialmuiþr + raisti + stain + at · þorkut + sun sn + amuti + risti + runar +
Normalisering till runsvenska:
Hialmviðr ræisti stæin at Þorgaut, sun sinn. Amundi risti runaʀ.
Översättning till nusvenska:
Hjälmvid reste stenen efter Torgöt, sin son. Amunde ristade runorna.